# Potato Patch Plan

Le Potato Patch Plan (plan des parcelles de pommes de terre) est un projet agricole communautaire lancé par le maire de la ville de Détroit (Michigan, États-Unis) dans les années 1890 pour faire face à la crise économique qui sévit de 1892 à 1897.
Les immigrants venus notamment d'Europe pour chercher du travail à Détroit étaient souvent d'anciens paysans. Beaucoup d'entre eux se sont retrouvés sans travail et dans une extrême pauvreté du fait de la dépression économique amorcée en 1892. 
En 1894, le maire de Détroit, Hazen S. Pingree, eut une idée novatrice sur la manière de maîtriser les conséquences de la dépression économique alors que les caisses de la ville étaient presque vides. Ce fut le plan connu sous le nom de « Mayor Pingree’s Potato Patch Plan ». Il a demandé aux propriétaires de terrains vacants de les mettre à disposition des plus pauvres pour leur permettre de cultiver des pommes de terre et d'autres légumes, non seulement pour les nourrir mais aussi pour leur permettre de retrouver une situation plus digne. Il fit organiser des quêtes dans les églises pour récolter des fonds afin de financer l'achat de semences et d'instruments, qui devaient être distribuées gratuitement afin que les personnes démunies et les chômeurs puissent faire pousser leur propre nourriture.
Très décriée au début par les notabilités locales, son expérience fut un succès. En 1894, 3 000 familles ont présenté leur candidature au Comité des pauvres de la ville pour avoir la possibilité de cultiver un lopin de terre, mais les limitations budgétaires n'ont permis d'allouer une parcelle d'un demi-acre de terre arable qu'à 945 familles seulement. En 1896, 1 701 familles purent obtenir des parcelles, soit près de 50 % des personnes nécessiteuses.
Sur le plan financier, le programme s'est révélé positif puisque dès la première année, la récolte de pommes de terre et de légumes d'une valeur de 12 000 dollars permit d'économiser 59 000 dollars en dépenses d'aide pour un investissement initial de la ville de 53 000 dollars.
En l'espace de quelques années 6 000 parcelles de pommes de terre ont été cultivées. D'autres villes des États-Unis ont repris ce principe et l'ont utilisé suivant le modèle de Détroit. Le Potato Patch Pingree a été connu au niveau national comme le champion des déshérités.